# Cosme Campillo Ibáñez
Cosme Damián Campillo Ibáñez (Talca; 20 de octubre de 1826-Santiago, 1910) fue un político y abogado chileno.

## Familia y estudios
Fue hijo de Juan de Dios Campillo y Lorca y de Cayetana Ibáñez Salcés, su segunda esposa. Se casó con María Teresa Infante Tagle, y fue padre de Luis Enrique y José Horacio Campillo Infante.
Hizo sus estudios humanísticos en el Instituto Nacional como alumno distinguido, por lo que el 31 de enero de 1845 fue designado inspector. 
Recibido su grado de Bachiller en Humanidades, prosiguió sus estudios de Derecho, al mismo tiempo que desempeñaba la docencia en el Liceo de Talca, ocupaba el cargo de secretario de la Intendencia de dicha provincia y actuaba como agente fiscal.
Estas oportunidades de trabajar mientras solo estudiaba, es probable que se la haya dado Antonio Varas de la Barra, quien le comisionó en 1844 para la inspección de los colegios de Talca, Cauquenes y Concepción. 
Recibió el doctorado en Derecho de la Universidad de Chile en 1855; catedrático de Derecho de la misma casa de estudios al año siguiente. En 1863 ocupó un asiento con Facultativo de Leyes de la Universidad de Chile.

## Carrera política
Militante del Partido Conservador, fue elegido diputado por Talca en 1852. Sin embargo, para 1870, fue candidato liberal a la diputación de La Serena, saliendo electo. 
Había sido Diputado suplente por Valdivia en 1864, pero nunca ocupó esa titularidad. En sus dos períodos legislativos fue miembro de la Comisión permanente de Educación y Beneficencia.
Rector del Instituto Nacional, fue además miembro de la Comisión de Arbitraje.